# Flueggea tinctoria
Flueggea tinctoria, auch Färberwegdorn genannt, ist eine Pflanzenart aus der Gattung Flueggea innerhalb der Familie Phyllanthaceae. Sie ist auf der Iberischen Halbinsel verbreitet.

## Beschreibung

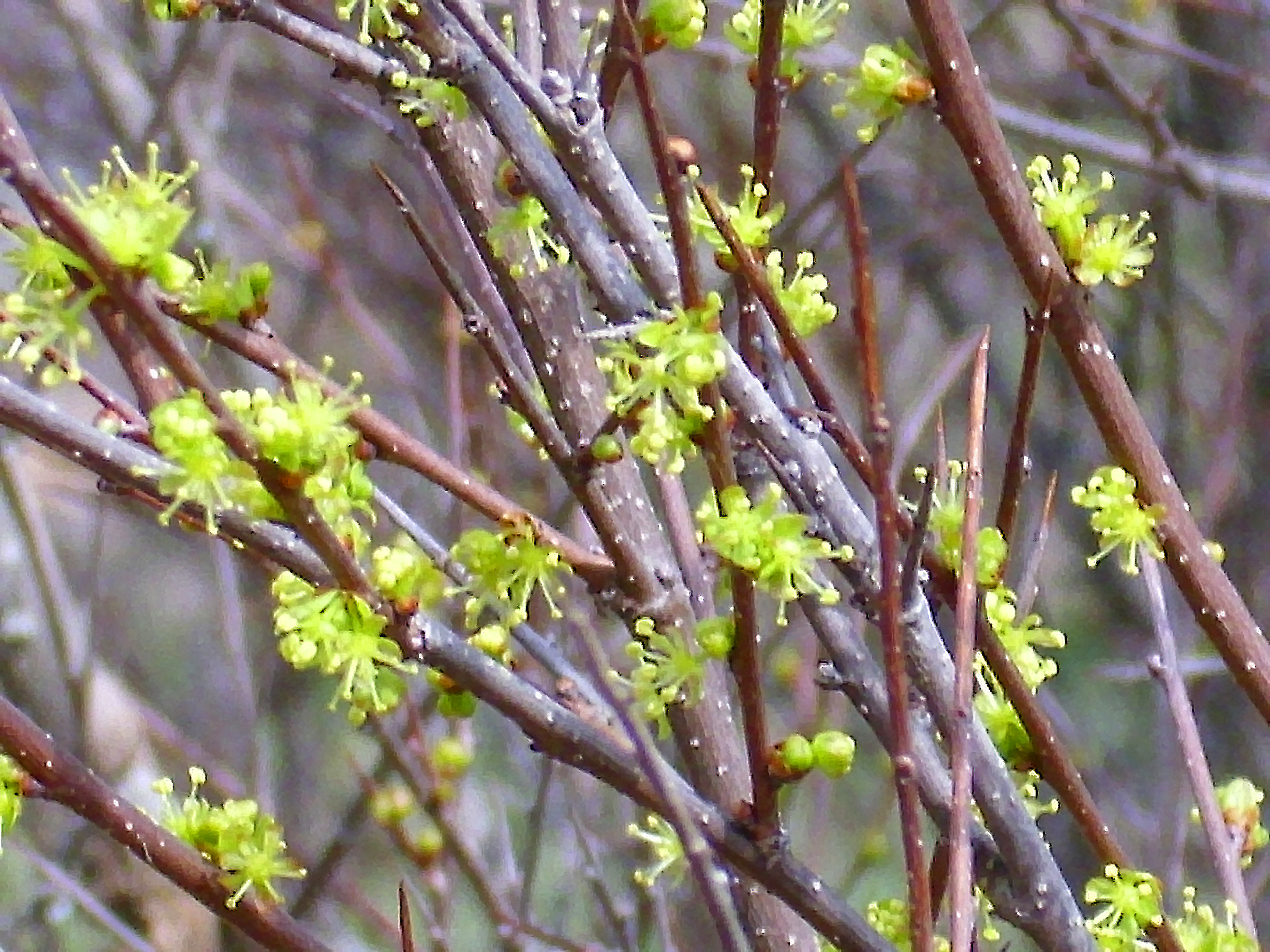
Zweige mit männlichen Blüten

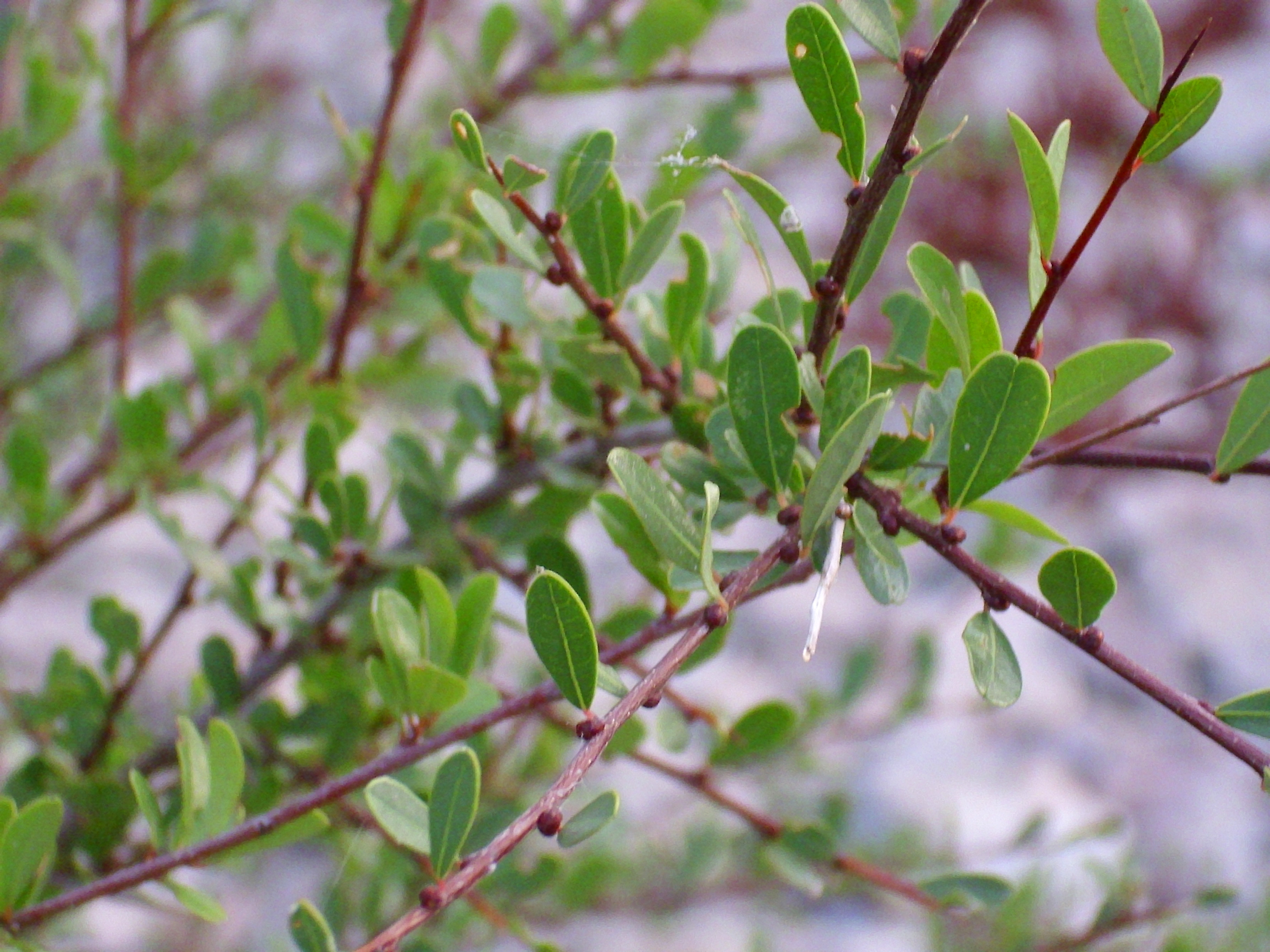
Zweige mit ledrigen Laubblättern

### Vegetative Merkmale
Flueggea tinctoria ist ein stark verzweigter, laubabwerfender, dorniger Strauch, der Wuchshöhen von bis zu 2 Metern erreicht. Die meist aufrechten Zweige sind zylindrisch. Die Rinde junger Zweige ist flaumig behaart, später ist sie kahl.
Die wechselständig an den Zweigen oder an jungen Zweigen gebündelt angeordneten Laubblätter sind in Blattstiel und Blattspreite gegliedert. Der Blattstiel ist mit einer Länge von 1 bis 1,5 Millimetern relativ kurz. Die einfachen, ledrigen, kahlen, ganzrandigen Blattspreiten sind bei einer Länge von 8 bis 15, selten bis zu 22 Millimetern sowie einer Breite von 4 bis 9 Millimetern verkehrt-eiförmig oder verkehrt-lanzettlich, verschmälern sich in Richtung Spreitenbasis und das obere Ende kann stachelspitzig sein. Die Nebenblätter sind bei einer Länge von 1 bis 1,5 Millimetern schmal-lanzettlich.

### Generative Merkmale
Flueggea tinctoria ist zweihäusig getrenntgeschlechtig (diözisch). Das am Rand bewimperte Tragblatt ist kreisförmig, konkav und am oberen Ende trockenhäutig.
Die eingeschlechtigen Blüten sind meist dreizählig mit einfacher Blütenhülle. Es kommen auch Blüten vor mit je fünf, sieben oder acht Kelch- und Staubblättern vor. Die meist drei Kelchblätter sind an ihrer Basis verwachsen. Die haltbaren, rötlichen Kelchzipfel sind konkav, bei einer Länge von etwa 1,5 Millimetern sowie einer Breite von etwa 0,75 Millimetern verkehrt-lanzettlich und an ihrem oberen Ende bewimpert. Nektar wird in einem Diskus gebildet; er ist bei den männlichen Blüten gelappt und bei den weiblichen ringförmig. Die männlichen Blüten stehen aufrecht, selten einzeln oder meist zu zweit bis sechst in Gruppen in den Blattachseln und sind 2 bis 5, selten bis zu 7 Millimeter lang gestielt. Es sind meist sechs Staubblätter vorhanden. Die freien Staubfäden sind viel länger als die Kelchzipfel. Die Staubbeutel öffnen sich mit Längsschlitzen. Manchmal ist in männlichen Blüten ein rudimentärer, etwa 8 Millimeter langer Fruchtknoten vorhanden. Die Stiele der weiblichen Blüten sind 5 bis 8 Millimeter lang. Die weiblichen, mehr oder weniger hängenden Blüten stehen einzeln oder zu zweit bis dritt zusammen in den Blattachseln. Bei den weiblichen Blüten sind die Kelchzipfel bei einer Länge von meist 1 bis 1,5 (0,8 bis 2) Millimetern sowie einer Breite von 0,3 bis 1 Millimetern länglich und kurz ausgefranst. Der Fruchtknoten ist dreikammerig mit jeweils zwei Samenanlagen. Die meist drei Griffel enden zweispaltig.
Die Fruchtstiele sind 6 bis 20 Millimeter lang. Die fleischige, kahle Kapselfrucht ist bei einer Länge von 2 bis 3 Millimetern sowie einer Breite von 3 bis 4 Millimetern fast kugelig mit drei Fruchtfächern, die außen deutlich erkennbar sind. Die glatten Samen sind etwa 2 Millimeter lang sowie 1,5 Millimeter breit und mehr oder weniger kantig.
Die Blütezeit und Fruchtreife reicht von Januar bis April.

## Vorkommen
Flueggea tinctoria ist im zentralen bis westlichen Teil der Iberischen Halbinsel verbreitet und kommt in Spanien sowie Portugal vor. Flueggea tinctoria kommt vor allem an den Ufern der Fließgewässer zwischen dem Becken des Duero und dem Becken des Guadalquivir vor. Sie gedeiht vorzugsweise auf Schotterbänken in Gruppen, den so genannten „Tamujares“.

## Taxonomie
Die Erstveröffentlichung erfolgte 1758 unter dem Namen (Basionym) Rhamnus tinctoria durch Carl von Linné in Pehr Loefling: Iter Hispanicum, S. 302. Die Neukombination zu Flueggea tinctoria (L.) G.L.Webster erfolgte 1984 durch Grady Linder Webster in Allertonia Band 3, 4, S. 302.
Synonyme für Flueggea tinctoria (L.) G.L.Webster sind: Securinega tinctoria (L.) Rothm., Adelia virgata Poir., Colmeiroa buxifolia (Poir.) Reut., Villanova buxifolia (Poir.) Pourr., Securinega buxifolia (Poir.) Müll.Arg., Acidoton buxifolius (Poir.) Kuntze, Securinega virgata (Poir.) Maire.

## Nutzung
Flueggea tinctoria wurde stellenweise in der Volksmedizin verwendet. Die Zweige wurden zur Herstellung von Besen und Zäunen genutzt. Hauptnutzung war die Verwendung als Färberpflanze, die getrockneten Beeren sind zum Färben geeignet („Gelbbeeren“), daher kommt das Artepitheton tinctoria. : 

## Trivialnamen in anderen Sprachen
Trivialnamen sind in:
- Spanien (kastilische Sprache): Tamujo, Tamuja, Tamuejo, Tarmujo, Escobón de río, Espino de escobas escoba-ollera, escobas de caballeriza, escobas de tamuja, espino-box, espino macho, tamoxos, tamuesos, zamujas.[7]
- Portugal: Tamujo, Tarnujo[8]